# Neoathyreus ornatus
Neoathyreus ornatus es una especie de coleóptero de la familia Geotrupidae.

## Distribución geográfica
Habita en Perú.